# معماری مادها

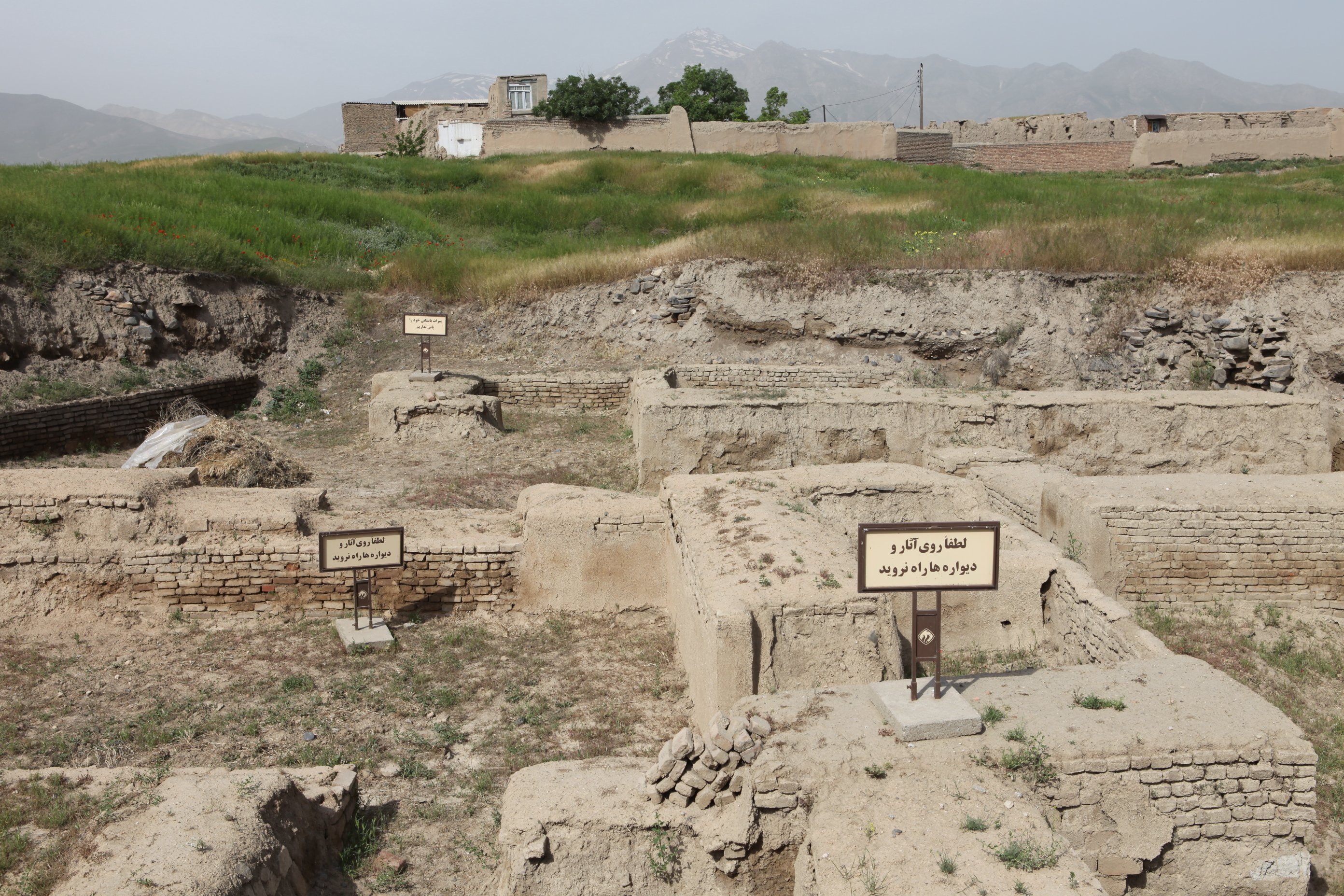
هگمتانه

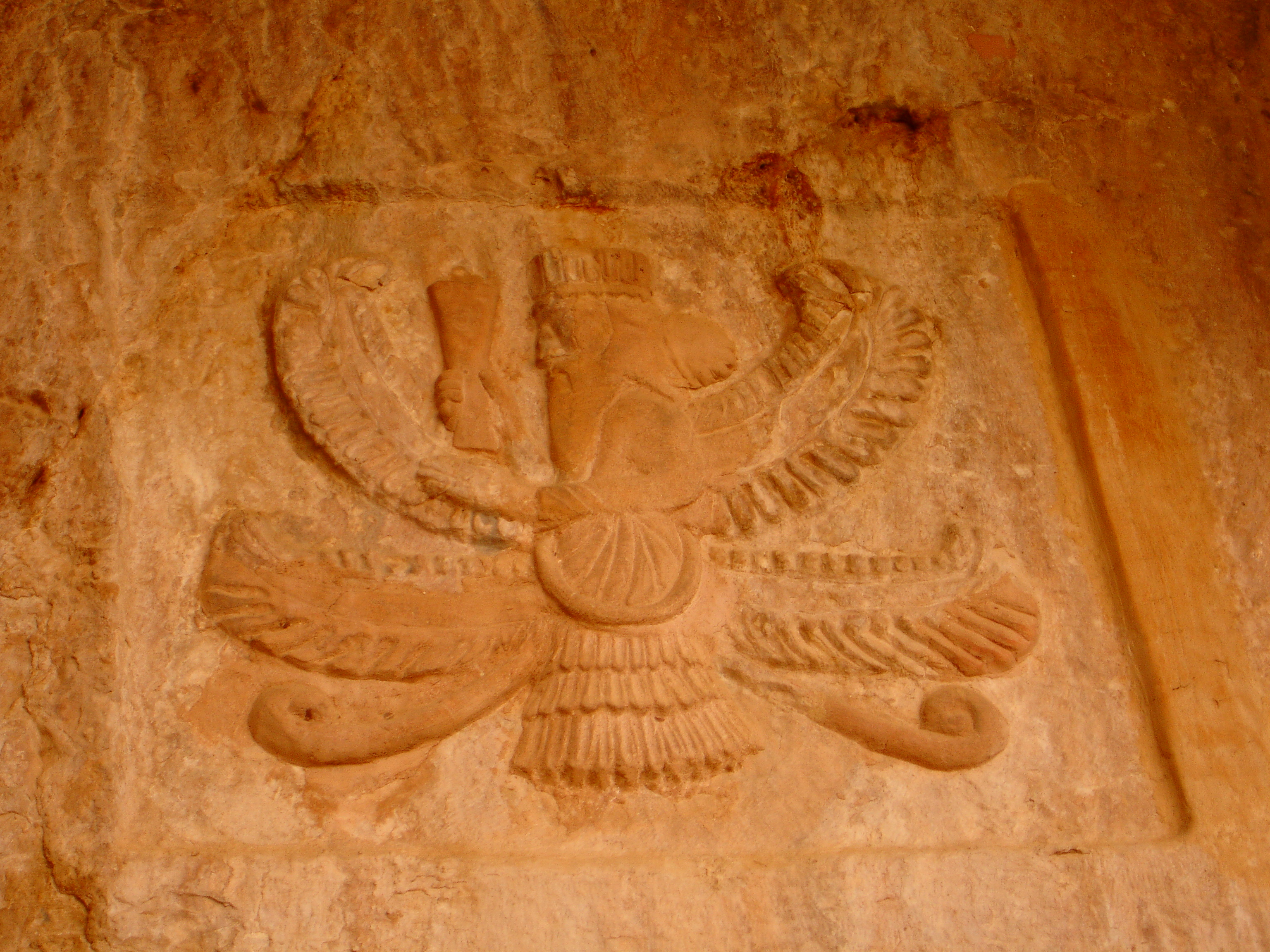
اهورامزدا با چهار بال و برسم در دست؛ در آرامگاه قزقاپان واقع در سلیمانیه عراق از نماد های بجا مانده از دوران ماد هاست

معماری مادها به سبک معماری در دوره مادها گفته می‌شود که می‌تواند به دو بخش «معماری صخره‌ای» و «معماری معمولی» تقسیم شود.
بررسی معماری دوره ماد به دلیل کمبود مدارک موجود سخت است، اما بی‌شک مادها نیز همچون اسلاف خویش از آثار معماری قابل بحثی برخوردار بوده‌اند. آثار به‌دست آمده از کاوشهای اخیر باستان‌شناسی تپه هگمتانه و همچنین معماری صخره‌ای که از دوره ماد به جا مانده‌است این امر را نشان می‌دهد. بر همین اساس معماری مادی به دو بخش تقسیم شود:
- معماری معمولی: که در محل‌هایی مانند تپه نوشیجان ملایر، گودین تپه، باباخان، تپه هگمتانه، زیویه و… در کاوشهای باستان‌شناسی به‌دست آمده‌اند.
- معماری صخره‌ای: ایجاد حفره در دامنه کوه‌ها و صخره‌ها و وسعت دادن آن برای دستیابی به فضایی استوار و ماندگار، مثلاً با کاربرد خانه یا آرامگاه. بیشتر آثار معماری صخره‌ای مادها در نواحی غرب ایران و بخشی از خاک عراق پراکنده‌است، و اغلب نیز جنبه مذهبی گرفته‌اند. آن‌ها با عناوین «آرامگاه‌های صخره‌ای مادی» شناخته شده‌اند.

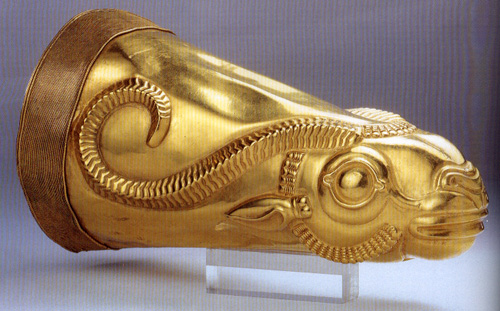
تکوک طلایی بز کوهی هگمتانه از دوران مادها که در هگمتانه کاوش شده و اکنون در موزهٔ ملی ایران نگهداری می‌شود.

برای بررسی آثار مادها باید به سه سرزمین توجه کنیم: نزدیک جادهٔ قدیم خراسان که در عصر آهن از آن برای تجارت بین شرق و غرب به‌خوبی استفاده می‌شد، بین کرمانشاه و همدان امروزی، پایتخت ماد ماگنای باستان؛ احتمالاً بخش اعظمی از شمال فلات مرکزی ایران نیز از آغاز به مادها تعلق داشت یا در طول حکومت آن‌ها به سرزمین‌های مادی تبدیل شد. این امر می‌تواند آثاری که از کاوش‌های گودین‌تپه در درهٔ کنگاور، نوشیجان در نزدیکی ملایر و شاید سیلک در نزدیکی کاشان و باباجان در شمال لرستان به‌دست آمده‌اند را شامل شود.
این کاوش‌ها و چند بررسی محیطی دیگر، برخی از ویژگی‌های عمومی معماری و سفال‌گری در این منطقه را به ما نشان می‌دهند. تالارهای ستون‌دار گودین‌تپه، باباجان و نوشیجان پیوندی مهم میان معماری پیشامادی (حسنلو ۴) و نیا-هخامنشی برقرار می‌کنند؛ محراب و استحکامات نظامی پاسارگاد منحصر به‌فرد هستند ولی همچنین ممکن است معماری زاگرس در سومین مرحلهٔ عصر آهن نامیده شود، همان‌گونه که سنگ‌نگاره‌های سارگون دوم شاهدی بر آن است.
سفال‌ها تنوع بیش‌تری را نشان می‌دهند. انواع ظروف که نسبتاً از دوران اولیهٔ عصر آهن به‌دست آمده‌اند را می‌توان از یک منطقه با منطقهٔ دیگر مقایسه نمود؛ با این‌حال، ابزارها به‌طور گسترده‌ای با یکدیگر تفاوت دارند، زیورآلات، حکاکی‌شده و رنگ‌آمیزی شده‌اند و با یک فرهنگ همگون، تناسب ندارند. لویس لوین توجه‌مان را به این حقیقت جلب کرده که «گُل‌بند» در پاسارگاد با سکه‌های پساهخامنشی در ارتباط است: به‌نظر می‌رسد که هیچ نمونه‌ای برای نوع رایج سفال‌گری پیشاهخامنشی یا حتی ابتدای دوران هخامنشیان وجود ندارد. سفال خاکستری که اغلب آن را مادی می‌خوانند، نمی‌تواند مادی باشد زیرا از نظر زمانی بسیار کهن‌تر از آن است که بتوان آن را مادی خواند و همچنین از نظر جغرافیایی در نقاطی شمالی‌تر از محدودهٔ جغرافیایی مادها یافت شده‌است. ابزارهای رنگ‌آمیزی‌شدهٔ سیلک ب و باباجان، از نظر سبک نقاشی تا حد زیادی به یکدیگر ارتباطی ندارند و شاید محصولات محلی و داخلی از گروه‌های جمعیتی تحت سلطه یا زیر نفوذ دولت ماد باشند.

لوحهٔ برنزی با نوشته‌ای از شاه اَبدَدانَ که پیش از ۱۹۳۰ میلادی توسط ارنست هرتسفلد در همدان کشف شد و اکنون در موزهٔ متروپولیتن نیویورک نگهداری می‌شود.

دربارهٔ هنر تصویری، تاکنون هرچه کاوش باستان‌شناسی انجام شده، آثار به‌دست‌آمده از آن‌ها به‌طور شگفت‌انگیزی اندک، و کیفیت نسبتاً ناامیدکننده‌ای داشته‌اند. دو اثری که احتمالاً مهم‌ترین آثار در این زمینه‌اند را ارنست هرتسفلد در اواخر دههٔ ۱۹۲۰ میلادی در همدان پیدا کرد. نخستینِ آن‌ها فرمانی دربارهٔ خدمات یک تاجر آشوری است به شاه اَبدَدانَ، فرمانروایی کوچکی که در غرب پاسگاه‌های مرزی آشور واقع شده‌بود. این لوح برنزی شخص شاه را با لباسی شبیه به لباس بابلی‌ها در اواخر دورهٔ کاسی‌ها و به‌مانند اینکه گویندهٔ متن است نشان می‌دهد.

لوح آشوری کشف شده در شهر حصن کیفا استان باتمان ترکیه و ذکر نام هووخشتره ماد به عنوان پادشاه به صورت اوبَکیستِری شَر مَتَیَه

پیکره‌های انسانی در سبک‌های مرتبط را می‌توان در مجموعه‌های خصوصی تیردان‌های برنزی آشوری پیدا کرد. تنها شی نوشته‌دار دیگر، مُهری استوانه‌ای است که اکنون از بین‌رفته و مبارزهٔ هیولایی را با یک پهلوان نشان می‌دهد. سبک هر دو صحنه و نوشته‌های آن‌ها به آخرین سبک ایلامی در شوش مرتبط است اما شیوهٔ آرایش موی پهلوان، مانند یکی از نمونه‌های مادی در سنگ‌نگاره‌های کاخ هخامنشی است. جای‌مهر یک مهر استوانه‌ای ناپخته نیز از نوشیجان به‌دست‌آمده که ممکن است نمونه‌ای محلی از نوعی طرح نئوآشوری با موضوع کماندار و مار بزرگ باشد و سر برنزی از دیو آشوریان که به نام پازوزو شناخته می‌شود. در سال ۱۹۸۰ میلادی، از ویرانه‌های نزدیک همدان مُهرهای استوانه‌ای به سبک‌های مختلف میان‌رودانی به‌دست آمد که از میان آن‌ها چند اثر مربوط سدهٔ هشتم و هفتم پیش از میلاد نیز وجود دارد. همهٔ این‌ها تأثیر سنگین تمدن‌ها را نشان می‌دهد ولی هیچ نشانی از هنر راستین مادها نیست.
طرز کار و مهارت محلی مادها، دست کم در ساخت پارچ برنزی دیده می‌شود که قطعات خردشدهٔ آن در سال ۱۹۱۴ میلادی توسط هیئت فرانسوی در ارتفاعات بسیار بالای تپهٔ همدان یافت شد و بازسازی گردید که مهم‌ترین بخش آن امروزه در موزهٔ لوور نگهداری می‌شود. تُنگ‌های برنزی مشابه با همان دستگیره‌ها در اطراف دهانه، در منطقه‌ای که می‌توان آن را با ماد یا بخشی از آن تطبیق داد، کاوش و کشف شده‌اند.
نقاشی معماری در باباجان و نوشیجان را می‌توان با ابزارهای سبک هندسی نه‌چندان پیچیده در سیلک ب مقایسه کرد. علی‌رغم توصیفات هرودوت از ثروت مادها، مخصوصاً پایتخت آن‌ها هگمتانه، تاکنون جستجو برای یافتن آثار درباری به نتایج قانع‌کننده‌ای منجر نشده‌است و حتی گاهی به‌نظر می‌رسد که جستجو به ایجاد تحریف‌هایی نیز انجامیده‌است. در مورد آرامگاه‌های سنگی که ارنست هرتسفلد آن‌ها را به شاهزادگان مستقل ماد نسبت می‌داد، هوبرتوس فون گال استدلال متقاعدکننده‌ای انجام‌داده و آن‌ها را بسیار متأخرتر از آنی می‌داند که هرتسفلد فرض می‌کرد.
از دیگر شاخه‌های هنر ماد، تنها یکی از آن‌ها در خور ذکر است: ریچارد دیوید بارنت استدلال می‌کند که سبک موسوم به سکایی، از مراحل اولیهٔ همین سبک دقیق‌تر به نظر می‌رسد که تقریباً در همان زمان در جنوب روسیه، در شمال اورارتو و در گنجینهٔ زیویه وجود داشته‌اند. در نتیجه، معقول خواهد بود که آن را نیز بخشی از هنر معاصر ماد (اواخر سدهٔ هشتم و هفتم پیش از میلاد) فرض کنیم، مخصوصاً از زمانی که همان شکل‌ها دقیقاً بر روی کالاهای مادی، خنجرها و کلنگ‌ها در دورهٔ هخامنشیان پیاده شدند. با این حال، تاکنون این نظریه نه اثبات‌شده و نه رد شده‌است.
به نظر می‌رسد که هنر تصویری مادها از نظر شیوه‌های نگارش و مُهرسازی، از بابلی‌ها، آشوری‌ها و ایلامی‌ها تأثیر گرفته‌باشد و شاید از نظر استفاده از «سبک حیوانی» از خاور نزدیک یا هرجایی که منشأ این سبک بود، به‌شدت تحت تأثیر قرار گرفته‌بود.

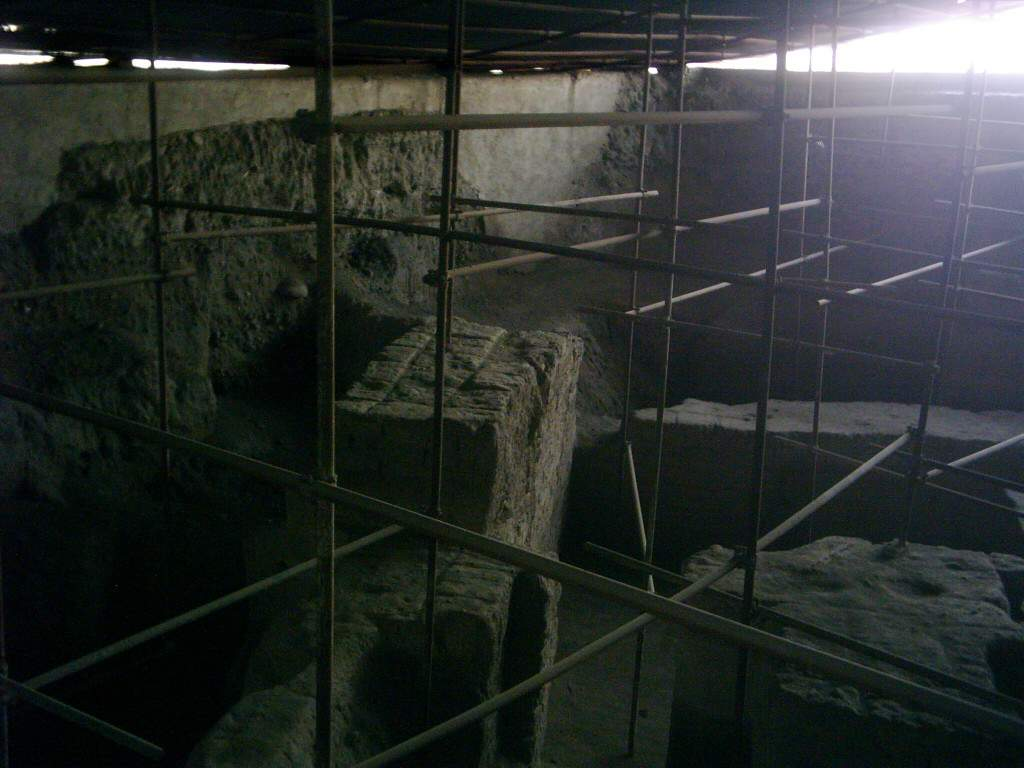
نمای امروزی قسمتی از شهر زیرزمینی هگمتانه در تپه هگمتانه

پیش از قدرت‌گیری هخامنشیان تحت فرمان کوروش بزرگ، بدیهی است که ماد کانون توسعهٔ مادی و معنوی فرهنگ ایرانی بوده‌باشد. با این حال، تاکنون هیچ بایگانی‌ای از ماد پیدا نشده‌است و نمی‌دانیم که آیا مادها سیستم نوشتاری خاص خود را داشتند یا نه. تاکنون تنها یک کتیبه از دوران پیشاهخامنشی (لوحی برنزی) در قلمرو مادها کشف شده‌است. این لوح، کتیبه‌ای میخی است که احتمالاً در سدهٔ هشتم پیش از میلاد به خط اکدی نوشته شده‌است اما در آن به نام‌های مادی اشاره نشده‌است. کتیبه‌ای میخی بر روی قطعه‌ای نقره‌ای در ماد، در تپه نوشیجان یافت شده‌است اما فقط پایان یک نشانه و آغاز علامت بعدی آن سالم مانده‌است. معلوم نیست که آیا مادها از سیستم نوشتاری اکدی استفاده می‌کردند یا نه. اما برخی از پژوهشگران تمایل دارند فرض کنند که خط میخی موسوم به پارسی باستان، در حقیقت خط میخی مادی بوده‌است که بعدها توسط پارس‌ها مورد استفاده قرار گرفت.
هرودوت توصیفی از کاخ دیاکو در هگمتانه ارائه می‌دهد که بنا به‌گفتهٔ او، این مجتمع پادشاهی توسط هفت دیوار متحدالمرکز که هر دیوار داخلی از دیوار بیرونی بلندتر بود و بر آن اشراف داشت بر بلندای تپه‌ای ساخته شده‌بود. کاخ دیاکو و خزانهٔ شاهی در درونی‌ترین دایره قرار داشت. این هفت دیوار، هرکدام به رنگ خاصی تزئین شده که دو دیوار درونی‌تر به‌ترتیب به رنگ‌های نقره‌ای و طلایی بودند. لازم است ذکر شود که در سدهٔ ششم پیش از میلاد، آن‌گونه که سنگ‌نوشته‌های هخامنشیان بیان می‌کنند، زرگران مادی، دیوارهای کاخ شاهی پایتخت امپراتوری هخامنشیان در شوش را آراسته بودند.
با این حال، هنر مادی موضوعی است که در حد حدس و گمان باقی مانده و حتی برخی از پژوهشگران وجود آن را رد می‌کنند. ظاهراً این وضعیت تا زمانی که کاخ‌های شاهانه در هگمتانه مورد کاوش و مطالعه قرار نگیرند، تغییری نخواهد کرد. اسکار وایت موسکارلا توجه کرده که «هیچ نمونه‌ای از هنر و آثار مکشوفهٔ مادی در کاوش‌های باستان‌شناسی شناخته نشده‌است». با این وجود، دیگر پژوهشگران عقیده دارند محوطه‌هایی مانند تپه نوشیجان و گودین‌تپه که در محدودهٔ تاریخی مادها قرار دارند و از نظر زمانی نیز به سدهٔ هشتم و هفتم پیش از میلاد برمی‌گردند، مادی هستند. انتساب باباجان ۳ به مادها نامشخص است.
اگرچه تپه نوشیجان شهری مرکزی نبود، اما به گفتهٔ دیوید استروناخ، این شهر به پُلی مهم میان زنجیرهٔ شواهد و اسناد در مورد ترکیب و توسعهٔ معماری ماد و همچنین ترکیبی از فرهنگ مادی با فرهنگ دیگر تمدن‌های باستانی شرق تبدیل شد. در معماری تپه نوشیجان و گودین‌تپه می‌توان تأثیر و اقتباس مستقیم، هم در جزئیات و هم در شکل کلی معماری و طراحی بنا را از هنر آشوری و اورارتویی ردیابی کرد. برای نمونه، طرح دژها شبیه به نمونهٔ آشوری هستند و شیوه‌های احداث بنا مانند تونل‌های صخره‌ای، استفاده از پنجره‌های کور و مخازن آب نیز اورارتویی است. پیش از این، وجود تالار ستون‌دار در معماری شمال غرب ایران و اورارتو تأیید شده‌بود اما در تپه نوشیجان و گودین‌تپه، اتاق‌های کوچک‌تر مجاور سالن وجود ندارند.

## معماری صخره ای
. نقش برجسته آرامگاه قیزقاپان فرد سمت راست احتمالاً هوخشتره است.

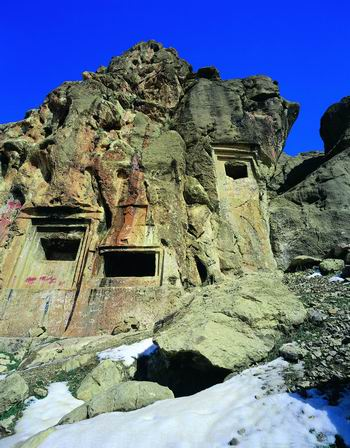
گوردخمه سکاوند

گوردخمه‌های یافت شده از دوران مادها نوع تکامل یافته هنر اورارتویی هستند؛ زیرا برخلاف گوردخمه‌های دوره اورارتو، اغلب دارای نقش‌برجسته و تزئینات معماری مانند ستون و نیم‌ستون بوده و بر اساس اهمیت فرد دفن شده و همچنین تاریخ ساخت، دارای نمای ورودی متفاوت هستند. برخلاف گوردخمه‌های هخامنشیان که صاحبانشان مشخص و معلوم هستند، گوردخمه‌های دوران ماد را نمی‌توان به شخص خاصی منسوب نمود. از طرفی به لحاظ مورد دستبرد قرارگرفتن در طول تاریخ، نمی‌توان در رابطه با چگونگی تدفین یا ماهیت اشیاء همراه مرده در گوردخمه‌های این دوره، اظهارنظر نمود. این گوردخمه‌ها بر اساس نمای ورودی به‌طور کلی به سه دسته مختلف تقسیم می‌شوند.
1. گوردخمه‌هایی که در نمای ورودی دارای ستون آزاد هستند. گوردخمه فخریگاه یا دخمه سنگی با شماره ثبت ملی ۲۸۸ (پانزده کیلومتری شمال شرقی مهاباد)، گوردخمه صحنه (۶۰ کیلومتری راه کرمانشاه به همدان در محل سراب صحنه) و گوردخمه دکان داود (نزدیکی سرپل ذهاب) از این جمله‌اند. گوردخمه صحنه که در تاریخ ۱۳۱۵/۱۰/۱۰ و با شماره ثبت ملی ۱۴۸ به ثبت رسیده‌است از جمله نادرترین گور دخمه‌های دوطبقه دوره مادها می‌باشد.
2. گوردخمه‌هایی که به‌جای ستون آزاد، در دوطرف نمای ورودی آن‌ها دو نیم ستون تزئینی در کوه کنده شده‌است. از این نوع گوردخمه‌ها می‌توان به گوردخمه دودختر یا دادور با شماره ثبت ملی ۲۹۹ (نزدیکی ممسنی استان فارس) و گوردخمه آخور رستم (هشت کیلومتری جنوب تخت جمشید اشاره کرد.
3. گوردخمه‌های ساده که فاقد ستون یا نیم‌ستون بوده و عمدتاً در منطقه کردستان یافت شده‌اند. گوردخمه سکاوند (پانزده کیلومتری هرسین کرمانشاه)، گوردخمه دیره (قریه دیره سرپل ذهاب) و گوردخمه سرخ‌ده (۱۹ کیلومتری گوردخمه سکاوند) از این جمله‌اند.